# Joyciline Jepkosgei
Joyciline Jepkosgei (née le 8 décembre 1993) est une athlète kényane spécialiste des courses de fond.

## Biographie
Elle remporte la médaille de bronze du 10 000 mètres lors des Championnats d'Afrique 2016, à Durban, devancée par ses compatriotes Alice Aprot et Jackline Chepngeno.
Le 1er avril 2017, elle remporte le semi-marathon de Prague dans le temps de 1 h 4 min 52 s, améliorant de près de quatorze secondes le record du monde du semi-marathon détenu depuis le 10 février 2017 par sa compatriote Peres Jepchirchir. Lors de cette course, elle améliore également les records du monde du 10 km (30 min 4 s), du 15 km (45 min 37 s) et du 20 km (1 h 1 min 25 s). Avec cette performance, elle est la première athlète féminine à descendre sous la barrière de 1 heure et 5 minutes.
Le 9 septembre 2017, lors du Grand Prix de Prague, elle devient la première athlète à descendre sous les 30 minutes sur 10 kilomètres sur route en établissant un nouveau record du monde en 29 min 43 s.
Le 22 octobre 2017, lors du semi-marathon de Valence, la Kényane bat d'une seconde son propre record du monde du semi-marathon (1 h 04 min 52 s) en réalisant 1 h 04 min 51 s.
Elle course aussi les marathons, et remporte notamment celui de New-York en 2019 et celui de Londres en 2021.

## Palmarès
| Date | Compétition                            | Lieu     | Résultat | Épreuve       | Temps               |
| ---- | -------------------------------------- | -------- | -------- | ------------- | ------------------- |
| 2016 | Championnats d'Afrique                 | Durban   | 3e       | 10 000 m      | 31 min 28 s 28      |
| 2016 | Marseille-Cassis                       | Cassis   | 1re      | 20 kilomètres | 1 h 7 min 2 s       |
| 2017 | Semi-marathon de Prague                | Prague   | 1re      | Semi-marathon | 1 h 4 min 52 s (RM) |
| 2017 | Grand Prix de Prague                   | Prague   | 1re      | 10 kilomètres | 29 min 43 s (RM)    |
| 2017 | Semi-marathon de Valence               | Valence  | 1re      | Semi-marathon | 1 h 4 min 51 s (RM) |
| 2018 | Championnats du monde de semi-marathon | Valence  | 2e       | Semi-marathon | 1 h 6 min 54 s      |
| 2019 | Marathon de New York                   | New York | 1re      | Marathon      | 2 h 22 min 38 s     |
| 2021 | Marathon de Londres                    | Londres  | 1re      | Marathon      | 2 h 17 min 43 s     |
| 2024 | Marathon de Chicago                    | Chicago  | 5e       | Marathon      | 2 h 20 min 51 s     |

## Records
| Épreuve       | Performance          | Lieu    | Date             |
| ------------- | -------------------- | ------- | ---------------- |
| 10 000 m      | 31 min 28 s 28       | Durban  | 25 juin 2016     |
| 10 km         | 29 min 43 s          | Prague  | 9 septembre 2017 |
| 15 km         | 45 min 37 s (RM)     | Prague  | 1er avril 2017   |
| 20 km         | 1 h 01 min 25 s (RM) | Prague  | 1er avril 2017   |
| Semi-marathon | 1 h 04 min 51 s      | Valence | 22 octobre 2017  |
| Marathon      | 2 h 17 min 43 s      | Londres | 3 octobre 2021   |